# HなhとA子の呪い
『hなhとA子の呪い』（エッチなエイチとエーこののろい）は、中野でいちによる日本の青年漫画作品。『月刊COMICリュウ』（徳間書店）にて2015年12月号から2017年2月号まで連載。性欲と愛をテーマに、自己の認知的不協和を回避せず抗い続けることの苦難や尊さが緻密な心理描写で表現される。

## あらすじ
ブライダル企業の社長である針辻真（はりつじ まこと）は、自らの社長就任を祝うパーティが開催された日にA子と名乗る生き霊と出会う。A子は針辻に下品な幻影を見せるなどして、性嫌悪者である針辻を精神的に追い詰める。霊能力者などの活躍により精神的に成長を遂げた針辻は、A子を排除し己の性欲を認めつつも真実の愛を継続して希求する姿勢を見せ、ヒロインの七海と添い遂げる。

## 主要な登場人物
針辻 真（はりつじ まこと）
本作の主人公。24歳。ブライダル企業の社長。
小学校5年次という多感な時期に、初恋の相手を想い夢精（かつ精通）してしまったことにより強い罪悪感を感じる。性的に未熟なプレティーンの時期ということもあり、初恋の感情を大事にしたい（性とは切り離して考えたい）旨を考えていた矢先の出来事であり、この罪悪感が性に対する心的外傷となる。
以後はその記憶を封印(防衛機制)し、性欲が真実の愛にとっての障害になるという考えの元、誇り高き純愛主義（プラトニック・ラブを参照）を標榜する。その後、ヒロインの七海と出会い、一目惚れ。これを運命であるとし、以後15年間に渡りプロポーズを繰り返す。自らの「愛」という感情に対して誇りと確固たる信念を持ち、性欲を強く憎む。
A子（エーこ）
針辻の前に突如現れた生き霊。幼い少女の形をとる。
心的外傷となった出来事の記憶を封印したことで、「自分自身を裏切った」と針辻が無意識下で認識、自身を罰するために生み出された(超自我を参照)。針辻に心的外傷となった出来事（夢の中とは言え性欲に流されてしまったこと）を思い出させ、誇り高き純愛主義が偽りであったという事実を突きつける。
南雲 七海（なぐも ななみ）
本作のヒロイン。26歳。
幼少期に父親が不倫するなど家庭環境が悪かったことから、針辻の言う「真実の愛」を信じておらず、針辻からのプロポーズを断り続けている。

## その他の登場人物
南雲 咲（なぐも さき）
七海の妹。高校生。
霊能力を持つため、A子を視認できる。
野間 瑛子（のま　えいこ）
針辻の同級生で初恋の相手。
針辻が過去の心的外傷に関する出来事を思い出したことにより、幼い頃の瑛子の姿がA子のモデルであったことが物語終盤に明らかとなる。
久慈 愛喜（くじ　あいき）
七海の父親。隷愛主義者を名乗る。
行動が社会的規範から外れてはいるものの、針辻の純愛主義とは異なる形で愛に真摯に向き合う姿が描かれる。
A子が己の本当の役割を思い出すきっかけを作る。

## 書誌情報
- 中野でいち 『hなhとA子の呪い』 徳間書店〈リュウコミックス〉、全2巻
  1. 2016年4月13日発売、ISBN 978-4-19-950506-5
  2. 2017年1月13日発売、ISBN 978-4-19-950545-4